# Bataille d'Hébuterne
Première Guerre mondiale
Batailles
Front d'Europe de l’Ouest
- Liège (8-1914)
- Namur (8-1914)
- Frontières (8-1914)
- Anvers (9-1914)
- Grande Retraite (9-1914)
- Marne (9-1914)
- Course à la mer (9-1914)
- Yser (10-1914)
- Messines (10-1914)
- Ypres (10-1914)
- Givenchy (12-1914)
- 1re Champagne (12-1914)
- Hartmannswillerkopf (1-1915)
- Neuve-Chapelle (3-1915)
- 2e Ypres (4-1915)
- Colline 60 (4-1915)
- Artois (5-1915)
- Festubert (5-1915)
- Quennevières (6-1915)
- Linge (7-1915)
- 2e Artois (9-1915)
- 2e Champagne (9-1915)
- Loos (9-1915)
- Verdun (2-1916)
- Redoute Hohenzollern (3-1916)
- Hulluch (4-1916)
- 1re Somme (7-1916)
- Fromelles (7-1916)
- Arras (4-1917)
- Vimy (4-1917)
- Chemin des Dames (4-1917)
- 3e Champagne (4-1917)
- 2e Messines (6-1917)
- Passchendaele (7-1917)
- Cote 70 (8-1917)
- 2e Verdun (8-1917)
- Malmaison (10-1917)
- Cambrai (11-1917)
- Bombardements de Paris (1-1918)
- Offensive du Printemps (3-1918)
- Lys (4-1918)
- Aisne (5-1918)
- Bois Belleau (6-1918)
- 2e Marne (7-1918)
- 4e Champagne (7-1918)
- Château-Thierry (7-1918)
- Le Hamel (7-1918)
- Amiens (8-1918)
- Cent-Jours (8-1918)
- 2e Somme (9-1918)
- Bataille de la ligne Hindenburg
- Meuse-Argonne (10-1918)
- Cambrai (10-1918)

Front italien
Front d'Europe de l’Est
Front des Balkans
Front du Moyen-Orient
Front africain
Bataille de l'Atlantique
La bataille d'Hébuterne eut lieu du 7 juin au 13 juin 1915, sur le Front Ouest, pendant la Première Guerre mondiale.

## Contexte
Le général Foch prépare début juin 1915 une relance de l’offensive en Artois. Il confie à la IIe armée française du général de Castelnau une attaque de diversion aux confins de l'Artois et de la Somme. À cette fin, le 7 juin 1915, les forces françaises attaquent la ferme de Toutvent, saillant fortifié par les Allemands entre le village d'Hébuterne et le hameau de Serre-lès-Puisieux.

## Champ de bataille
Les appuis d' artillerie sont fournis par le 35e RAC (artillerie de la 22e Division) sur la Ferme de Toutvent.
Le 7 juin 1915, les 64e, 65e, 75e, 93e, 118e, 135e, 137 ème, 140e, 162e, 361e régiments d’infanterie lancent un assaut de 1 200 mètres de long, entre Hébuterne et Puisieux.

## Déroulement de la bataille
Les Français occupaient Hébuterne et les Allemands occupaient Serre (dépendant de la commune de Puisieux), deux villages distants de 5 kilomètres. Les tranchées allemandes se situaient vers la ferme de Touvent.
Le 17e régiment d'infanterie allemand tenait la position, 5 compagnies de 200 hommes par compagnies sont mises hors de combat. 2 compagnies de réserve dans le secteur ont elles aussi été entièrement détruites. Le nombre des prisonniers au 11 juin atteint 580, dont 10 officiers.
Une double ligne de tranchées est aussi reprise par les Français.
Le gain en profondeur variait de 200 mètres à 1 kilomètre, entre Serre, Hébuterne et Maillet.